# Czaty (ballada)
Czaty (Ballada ukraińska) – ballada Adama Mickiewicza.
Dokładna data powstania ballady nie jest znana. Przyjmuje się najczęściej, że została zapisana w 1828. Niektórzy badacze przesuwali jej powstanie na rok 1827. W listopadzie 1828 przesłana została przez Mickiewicza do almanachu Melitele redagowanego przez Antoniego Odyńca. W tymże almanachu w styczniu 1829 ukazał się pierwodruk ballady zredagowany przez Odyńca. Dwa miesiące później ballada ukazała się w dwutomowym wydaniu petersburskim utworów Mickiewicza, tym razem w wersji zredagowanej przez samego autora.
Utwór opowiada o wojewodzie, który przyłapał swoją żonę na zdradzie. Wojewoda zabiera z sobą kozaka, imieniem Naum, i każe mu strzelić do kobiety, kiedy on sam wypali do jej kochanka. Kozak jednak wzdraga się przed popełnieniem zbrodni i strzela prosto w głowę wojewodzie. Utwór jest napisany anapestyczną strofą mickiewiczowską z rymami wewnętrznymi o strukturze 14(7a+7a)/10b/14(7a+7a)/10b. Ballada jest jednym z niewielu utworów Mickiewicza opartych na motywach ukraińskich.
Wyżej... w prawo... pomału, czekaj mego wystrzału,

Pierwej musi w łeb dostać pan młody".

Kozak odwiódł, wycelił, nie czekając wystrzelił

I ugodził w sam łeb - wojewody.
Balladę sparafrazował Aleksander Puszkin.